# نوال بنت محمد الرشيد
نوال بنت محمد الرشيد رئيسة جامعة طيبة بالمدينة المنورة منذ 1 نوفمبر 2023 وتعد أول إمراه تشغل هذا المنصب.

## عن حياتها
في عام 2001 ابتعثت إلى جامعة برايتون في بريطانيا للحصول على درجة الدكتوراه في تخصص علم الأدوية بعد موافق مجلس جامعة الملك سعود.

## المناصب العلمية
تحمل درجة الدكتوراة في الأدوية والسموم وعملت كأستاذ مشارك في كلية الصيدلة في جامعة الملك سعود ولها أبحاث منشورة في مجلات علمية محكمة في مجال الأدوية والسموم, ولقد شغلت خلال مسيرتها العديد من المناصب بالتدرج حيث بدأت كوكيلة لقسم الأدوية و السموم في كلية الصيدلة في جامعة الملك سعود ثم وكيلة لعمادة تطوير المهارات في الجامعة ثم إنتقلت لمحطة أخرى تولت عدة مناصب في جامعة الأميرة نورة بنت عبد الرحمن منها وكيلة الشؤؤون التعليمية ووكيلة مكلفة للشؤون الصحية وعضوة في مجلس الجامعة وعميدة كلية الصيدلة.

## انظر ايضا
- منصور بن محمد النزهة
- عدنان بن عبد الله المزروع
- عبد العزيز بن قبلان السراني